# Det stora pensionsrånet - miljardsvindeln i Falcon Funds
Det stora pensionsrånet, med undertiteln Miljardsvindeln i Falcon Funds, är en reportagebok skriver av TV4-journalisten Jens B. Nordström om hur 1,1 miljarder kronor stals från 21 000 svenska pensionssparare i den så kallade Falcon Funds-härvan och hur det gick till när detta det största rånet i svensk historia avslöjades.
Boken bygger bland annat på 83 intervjuer med olika inblandade, från drabbade offer till medarbetare i svindeln och olika utredare däribland poliser och åklagare. Boken nominerades till journalistpriset Guldspaden i april 2021.

## Ur innehållet
Det stora pensionsrånet är historien om hur en småskurk, Max Serwin, går från att ha kört flera företag i botten och försörjer sig på att lura folk genom telefonförsäljning bestämmer sig för att ge sig in på den svenska premiepensionsmarknaden. Där lyckas han, tillsammans med medkumpaner, komma över 2,4 miljarder kronor från de svenska pensionsspararna genom bland annat telefonförsäljning och Bank-ID-kapningar. Hundratals miljoner kronor förs sedan genom avancerade överföringar i olika bolag, som kontrolleras av Serwin och hans medhjälpare, till de dömdas privata konton. Pengar som sedan går till lyxliv med bland annat sportbilar, resor och flotta bostäder utomlands.
Brottet har beskrivits som det största i sitt slag av Jerker Asplund, kammaråklagare vid Ekobrottsmyndigheten: Aldrig tidigare har så få stulit så mycket av så många, på så kort tid.

## Utgåva
- Nordström, Jens B. (2020). Det stora pensionsrånet: miljardsvindeln i Falcon funds. [Stockholm]: Lind & Co. Libris 3fhqxw2w1fx4x8c2. ISBN 9789179032517